# Sent Laurenç de Gosa
Sent Laurenç de Gosa (en francès Saint-Laurent-d'Aigouze) és un municipi francès situat al departament del Gard i a la regió d'Occitània.